# Brunfelsia pauciflora
Brunfelsia pauciflora es una especie fanerógama nativo de Paraguay, Uruguay, noreste de Argentina y sur de Brasil. Desde 1939, es la flor nacional de Paraguay. Se cultiva por sus flores. Es una arbustiva perenne de flores blancas y lilas, perfumadas. También es conocida por su nombre popular "Jazmín del Paraguay" o "Azucena del Paraguay" .comúnmente llamada en Santander arbustin  

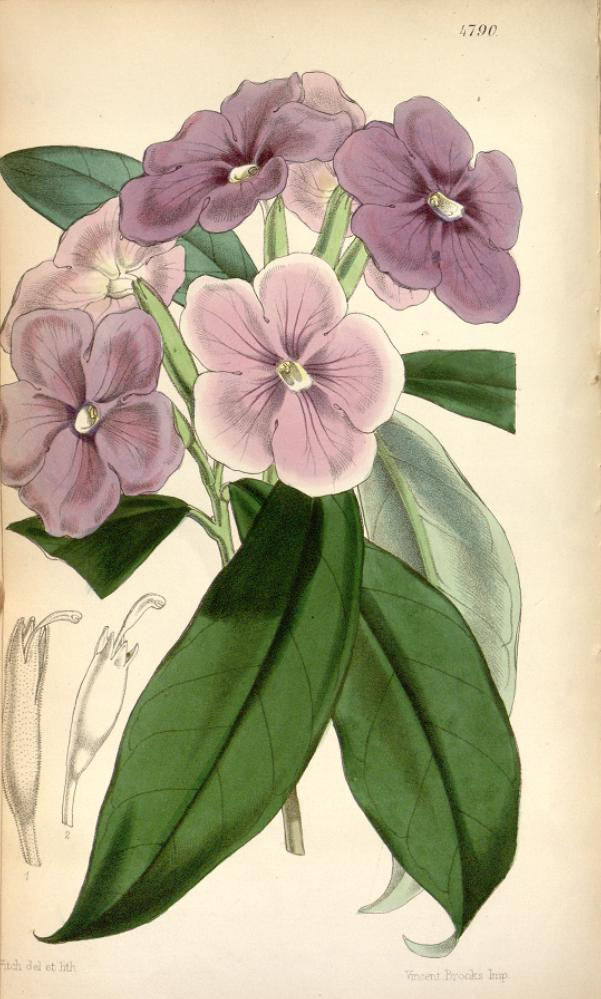
Ilustración

## Descripción
Esta especie es un arbusto que alcanza un tamaño de hasta 2,4 metros de alto por 1,5 de ancho. Las hojas coriáceas son de hasta 16 centímetros de largo, de color verde oscuro en la parte superior y más pálido en el envés. Las flores nacen en cimas en número de hasta 10. La flor es de unos 5 centímetros de largo. Florece púrpura con la garganta blanca, luego se vuelve lavanda y luego blanca. El arbusto tiene los tres colores de la flor a la vez que más floración. Esta planta es tóxica, en especial la fruta.

## Toxicidad
Las raíces de varias especies correspondientes al género Brunfelsia contienen sustancias cuyo consumo puede provocar problemas en la salud humana según el compendio publicado por la Autoridad Europea de Seguridad Alimentaria en 2012. En concreto contienen alcaloides indólicos derivados de la Beta-carbolina como la harmina, la tetrahidroharmina, la harmalina, la manacina, la manaceína, y derivados del dimetiltriptamina y de la amidina tales como el pirrol 3-carboxamidina. 

## Taxonomía
Brunfelsia pauciflora fue descrita por (Cham. & Schltdl.) Benth. y publicado en Prodromus Systematis Naturalis Regni Vegetabilis 10: 199, en el año 1846.
Etimología
Brunfelsia: nombre genérico que fue otorgado en honor del herbalista alemán Otto Brunfels (1488–1534).
pauciflora: epíteto latíno que significa "con pocas flores".
Sinonimia
- Besleria inodora Vell.
- Brunfelsia augusta Gentil
- Brunfelsia calycina Benth.
- Brunfelsia calycina var. eximia L.H.Bailey & Raffill
- Brunfelsia calycina var. floribunda L.H.Bailey & Raffill
- Brunfelsia calycina var. lindeniana (Planch.) Raffill
- Brunfelsia calycina var. macrantha (Lem.) L.H.Bailey & Raffill
- Brunfelsia eximia (Seidw. ex T. Moore & Ayers) Bosse
- Brunfelsia lindeniana (Planch.) N.E.Br.'
- Brunfelsia pauciflora var. calycina (Benth.) J.A.Schmidt
- Franciscea augusta Regel [Invalid]
- Franciscea calycina (Benth.) Miers
- Franciscea eximia Scheidw. ex T.Moore & Ayres'
- Franciscea lindeniana Planch.
- Franciscea macrantha Lem.
- Franciscea pauciflora Cham. & Schltdl.[5]